# Décompte général et définitif
Pour les articles homonymes, voir DGD.
Le décompte général et définitif (DGD) est, en France, un document permettant de clore l’exécution juridique et financière d'un marché public.

## Présentation
Le décompte général et définitif permet de régler définitivement le solde du marché, car il fixe de façon irrévocable les droits et obligations financières des parties. Il résulte d'un processus faisant intervenir l'entrepreneur, le maître d'œuvre et le maître d'ouvrage,.
Le point de départ de la procédure s'effectue avec le projet de décompte final qui précède l’établissement du décompte général et définitif. Ce document est établi par l'entreprise titulaire du marché qui le transmet au maître d’œuvre dans le délai de quarante-cinq jours suivant la date de réception des travaux.
Pour éviter que le maître d’ouvrage retarde l’établissement du décompte général définitif, quand la réception de travaux a donné lieu à des réserves, il est mis en place un décompte général définitif tacite introduit par l’arrêté du 3 mars 2014 modifiant le Cahier des clauses administratives générales (CCAG) Travaux.